# Rodin (film)
Rodin è un film del 2017 scritto e diretto da Jacques Doillon.
Il film racconta la vita dello scultore francese Auguste Rodin, interpretato Vincent Lindon

## Distribuzione
Il film è stato presentato in anteprima e in concorso al Festival di Cannes 2017 e distribuito nelle sale francesi il 24 maggio 2017.

## Riconoscimenti
- 2017 - Festival di Cannes
  - In competizione per la Palma d'oro